# Sunset Limited

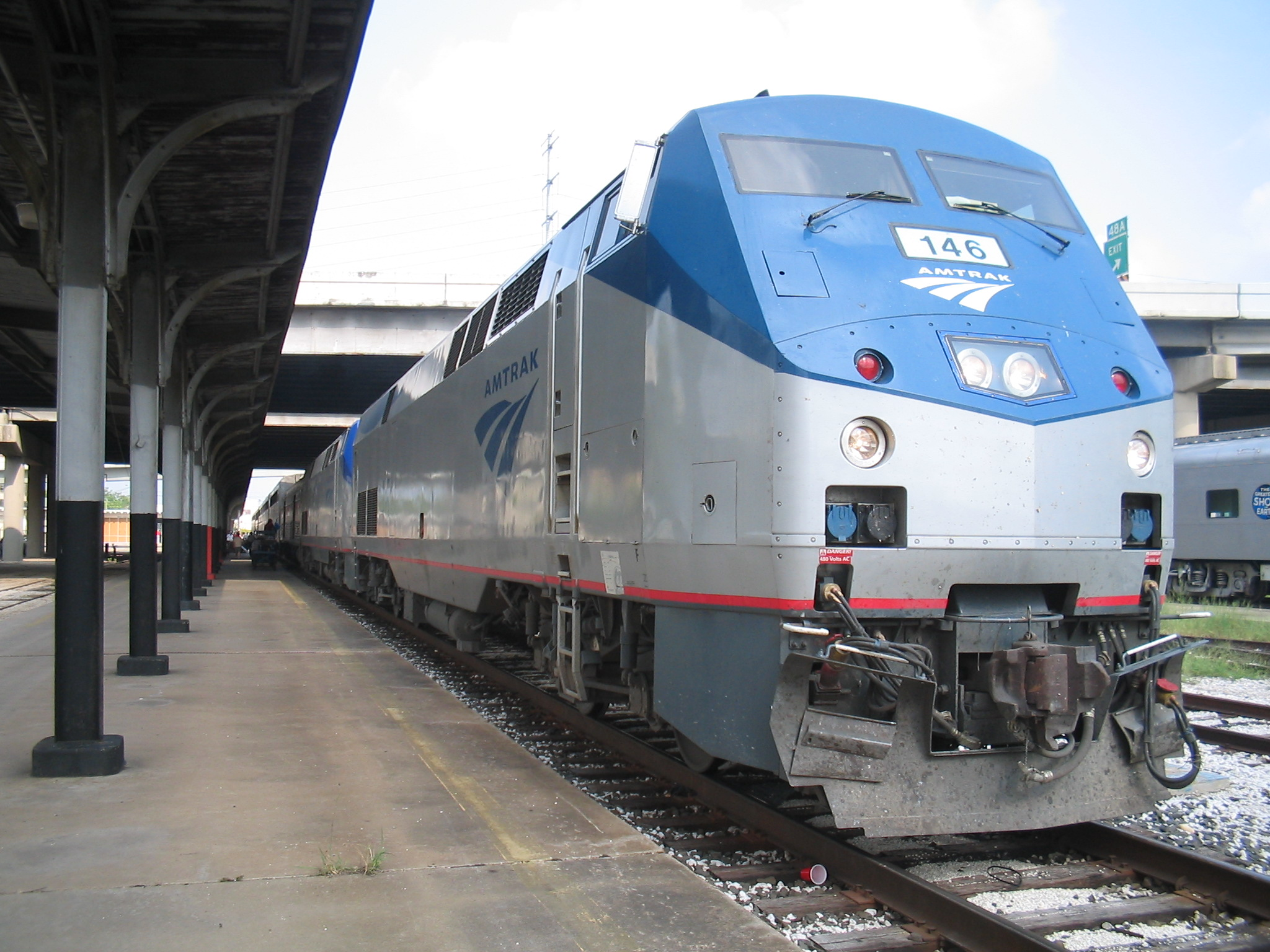
Der Sunset Limited in Houston

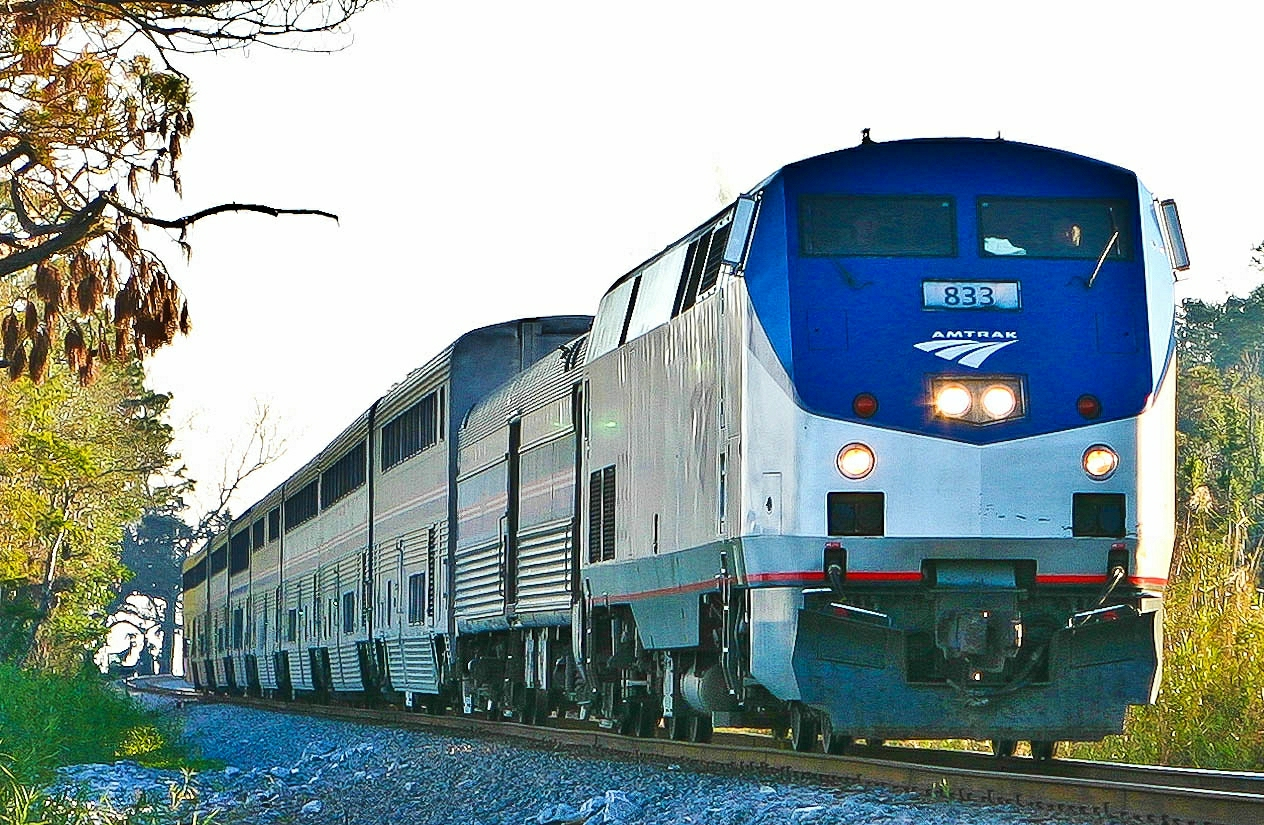
Sunset Limited 2004 bei der Pensacola Bay im heute nicht mehr betriebenen östlichen Abschnitt; auffällig die Unebenheiten des Gleises-

Der Sunset Limited ist ein Amtrak-Reisezug, der über 4.422 km Orlando in Florida mit Los Angeles in Kalifornien verband. Seit 2007 bedient er nunmehr die Strecke New Orleans – Los Angeles. Er verkehrt dreimal wöchentlich (auf dem Abschnitt zwischen San Antonio (Texas) und Los Angeles gemeinsam mit dem Texas Eagle). Damit ist er unter den insgesamt 44 Amtrak-Linien eine der drei, die seltener als einmal pro Tag bedient werden. Aufgrund der Nachrangigkeit gegenüber den Güterzügen der Streckeneigentümer kommt es häufig zu Verspätungen.

Der Sunset Limited war  am 23. Oktober 1993 von dem schwersten Eisenbahnunfall in der Geschichte von Amtrak betroffen, als er an einer versehentlich verschobenen Drehbrücke über den Big Bayou Canot entgleiste. 47 Menschen starben, 103 wurden zum Teil schwer verletzt. 

Am 9. Oktober 1995 verübten bei Hyder, Arizona Saboteure einen Anschlag, wobei die Täter nie ermittelt wurden. 
Durch den Hurrikan Katrina wurde die Strecke östlich von New Orleans großflächig unterspült und zerstört. Der Betrieb östlich von San Antonio wurde im August 2005 vorübergehend eingestellt. Seit 2007 verkehrt der Zug wieder zwischen New Orleans und Los Angeles, der Abschnitt New Orleans – Orlando bleibt dauerhaft eingestellt.